# Walsh County
Walsh County är ett administrativt område i delstaten North Dakota, USA. År 2010 hade countyt  11 119 invånare. Den administrativa huvudorten (county seat) är Grafton. 

## Geografi
Enligt United States Census Bureau har countyt en total area på 3 351 km². 3 320 km² av den arean är land och 31 km² är vatten. 

### Angränsande countyn
- Pembina County - nord
- Marshall County, Minnesota - öst
- Grand Forks County - syd
- Nelson County - sydväst
- Ramsey County - väst
- Cavalier County - väst